# Autunno caldo

Manifestazione di operai in lotta durante l'autunno caldo

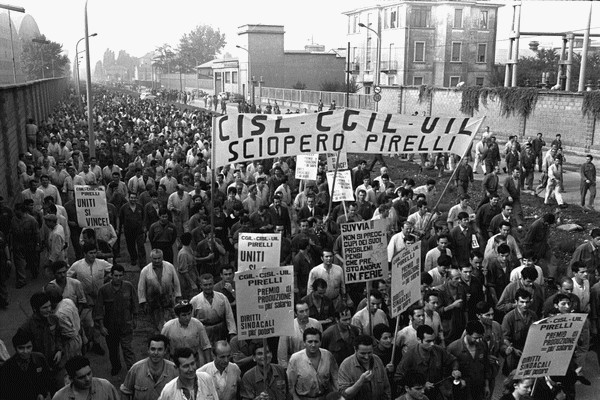
Operai della Pirelli scioperano fuori dalla fabbrica a Milano nell'autunno del 1969

L'autunno caldo è un periodo della storia della Repubblica Italiana segnato da lotte sindacali operaie che si sviluppò a partire dall'autunno del 1969 in Italia. Da questo movimento sociale è nato lo "statuto dei lavoratori".

## Il contesto storico
La grande mobilitazione operaia, che fece seguito alla contestazione giovanile del Sessantotto, si collegò alla scadenza triennale dei contratti collettivi di lavoro, in particolar modo quelli relativi alla categoria dei metalmeccanici. In questo periodo le rivendicazioni salariali spontanee nelle grandi fabbriche si associarono alle agitazioni studentesche che reclamavano la tutela ed il riconoscimento del diritto allo studio in Italia per tutte le classi sociali.

## Le conseguenze
I rapporti di forza, le tecniche di sciopero, l'astensione dal lavoro e dallo studio, le occupazioni di fabbriche e scuole coordinate da una nuova coscienza politica e partecipativa permisero negli anni successivi di formalizzare conquiste sociali di rilievo, prima fra tutte, sul piano del diritto del lavoro in Italia, lo statuto dei lavoratori, e costrinsero inoltre lo Stato a legiferare in materia, introducendo normative specifiche in difesa dei lavoratori, che erano mancate nel secondo dopoguerra italiano.